# Simon Yates (alpiniste)
Pour les articles homonymes, voir Yates et Simon Yates.
Simon Yates est un écrivain et alpiniste anglais né en 1963. Il est principalement connu pour la décision qu'il a dû prendre en haut du Siula Grande : couper la corde qui le relie à Joe Simpson, blessé au genou. Cette histoire est relatée par Joe dans le livre La Mort suspendue (Touching The Void) ainsi que dans son adaptation cinématographique.
Il a écrit le livre Le Dénouement  (ISBN 2911755359) qui relate sa tentative d'ascension de la tour centrale des Torres del Paine, en Patagonie.